# Hyagnis spinipes
Hyagnis spinipes là một loài bọ cánh cứng trong họ Cerambycidae.